# Stadion Miejski w Piasecznie
Stadion Miejski – wielofunkcyjny stadion w Piasecznie, w Polsce. Został wybudowany w latach 30. XX wieku. Może pomieścić 924 widzów. Swoje spotkania rozgrywają na nim piłkarze klubu MKS Piaseczno (w sezonie 1994/1995 występujący w II lidze). W 2015 roku na stadionie oddano do użytku tartanową bieżnię lekkoatletyczną, a w roku 2017 nowe trybuny.